# Abusiveness
Abusiveness – polski zespół grający black metal, założony w 1991 roku w Lublinie.

## Dyskografia
- Parentalia (1994, demo, wydanie własne)[2]
- Visibilium Invisibilium (1996, demo, wydanie własne)[3]
- Dwie twarze mroku (1997, demo, wydanie własne)[4]
- Hefeystos / Abusiveness (2000, split z Hefeystos, Nawia Records)[5]
- Wieczny powrót (2001, SP, wydanie własne)[6]
- Krzyk świtu (2002, Strong Survive Records, Strigoi Records)[7]
- Legenda wieków (2006, demo, wydanie własne)[8]
- Hybris (2007, Heavy Horses Records, Death Solution Production)[9]
- Trioditis (2010, Old Temple Records)[10]
- Nowa era (2010, split z Saltus, Morbid Winter Records)[11]
- Nad grobem ojców (2010, EP, Rex Diaboli Records)[12]
- Bramy Nawii (2014, Arachnophobia Records)[13]
- Ignis Aurum Probat (2019, Heritage Recordings)[14]